# 史坦頓島往事
《史坦頓島往事》（英語：This Is the Night）是一部2021年美國劇情片，由詹姆斯·狄莫納哥執導，娜歐蜜·華茲、法蘭克·葛里洛、巴比·卡納佛、小克利福德·史密斯、喬納·霍爾-金和拉奎爾·卡斯特羅主演，傑森·布倫在他的布倫屋製片公司旗下擔任製片，Sebastien Lemercier而在他的Man in a Tree公司旗下擔任製片人。

## 演員
- 法蘭克·葛里洛飾演Vincent Dedea
- 路西斯·荷尤斯飾演Anthony Dedea
- 喬納·霍爾-金飾演Christian
- 巴比·卡納佛飾演Frank Larocca
- 娜歐蜜·華茲飾演Marie Dedea
- 小克利福德·史密斯（英语：Method Man）飾演Louis
- 拉奎爾·卡斯特羅（英语：Raquel Castro）飾演Anna Tocci
- 萊尼·威尼托（英语：Lenny Venito）飾演Carmine
- 馬克斯·凱塞拉飾演警官
- 瑞弗·亞歷山大（英语：River Alexander）飾演Dov Sabian
- 梅德琳·克林飾演Sophia Larocca

## 製作
2018年5月15日，布倫屋製片公司和Man in a Tree公司宣布詹姆斯·狄莫納哥將編寫和導演一部名為《Once Upon a Time in Staten Island》的劇情電影，由娜歐蜜·華茲、法蘭克·葛里洛和巴比·卡納佛主演，經過了一年的選角，宣布新人科迪·費爾萊斯-李將被選為安東尼，2020年8月4日，電影宣布改名為《This Is the Night》。

### 拍攝
主體拍攝於2018年5月30日展開。

## 外部連結
- 互联网电影数据库（IMDb）上《史坦頓島往事》的资料（英文）